# Theodor Rothschild

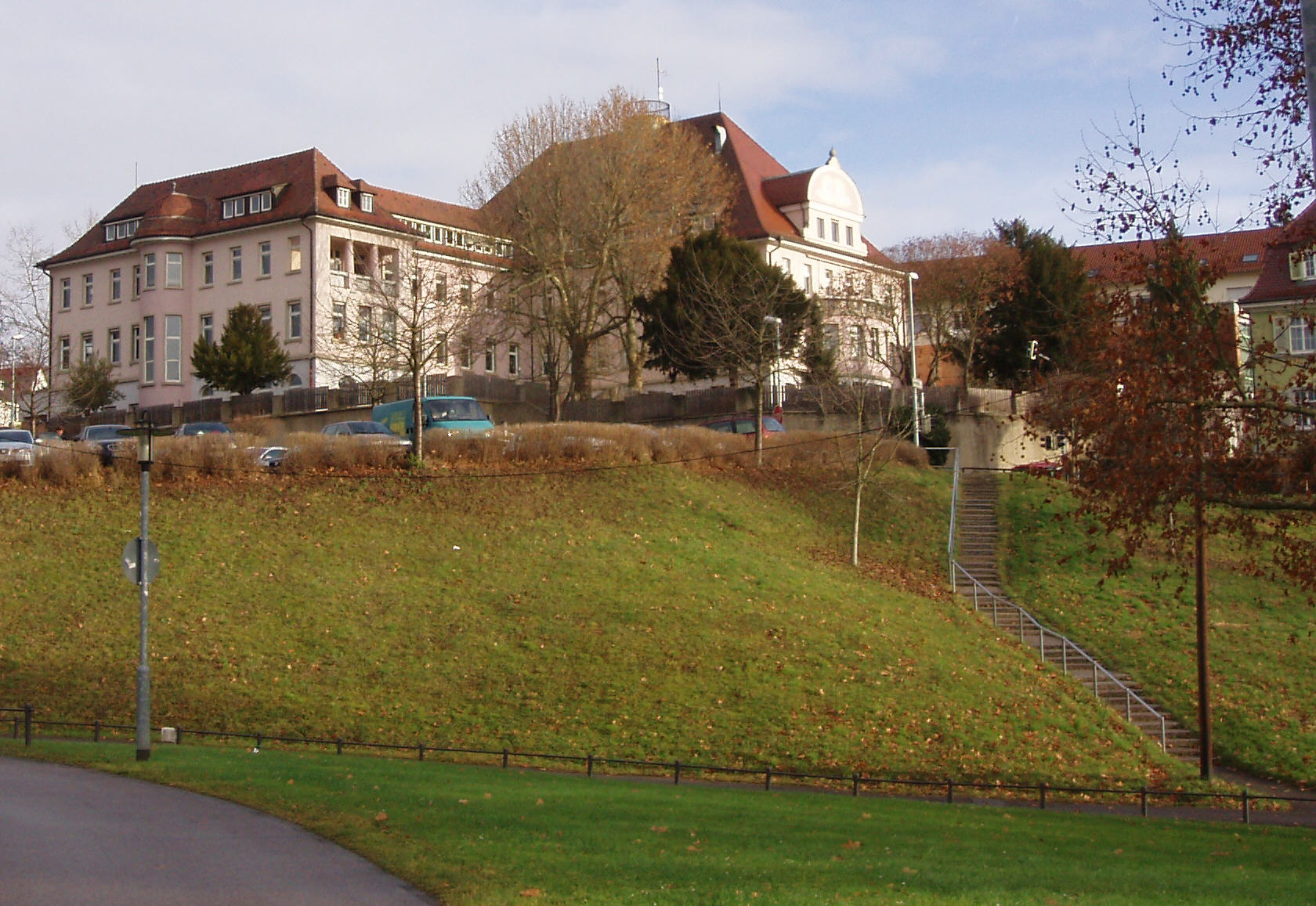
Das Theodor-Rothschild-Haus 2007

Theodor Rothschild (* 4. Januar 1879 oder 1876 in Buttenhausen; † 10. oder 11. Juli 1944 im KZ Theresienstadt) war ein Publizist und Reformpädagoge und von 1901 bis 1939 der Leiter des israelitischen Waisenhauses Wilhelmspflege in Esslingen am Neckar.

## Leben
Rothschild, Sohn eines Schochets, absolvierte 1892 in Esslingen das Lehrerseminar, trat 1894 zunächst eine Lehrerstelle bei der Jüdischen Gemeinde Talheim (Landkreis Heilbronn) an und wurde 1896 Hilfslehrer in der Wilhelmspflege. 1900 wurde er Hauptlehrer und bald darauf Vorsteher der Einrichtung, nachdem der langjährige Leiter Leopold Stern 1899 überraschend verstorben und dessen Nachfolger Max Eichberg eines Vergehens gegen die Sittlichkeit verdächtigt worden war. Neben seiner Arbeit in der Wilhelmspflege verfasste er pädagogische Schriften und Lesebücher für den jüdischen Religionsunterricht. Sein ehemaliger Schüler Albert Dreifuß äußerte über Rothschild: »Einem Menschen seiner Aufrichtigkeit und lauteren Gesinnung bin ich selten begegnet«.
Theodor Rothschild war dreimal verheiratet. Seine erste Ehefrau war Anna Stern (1874–1925), eine Tochter des Pädagogen Leopold Stern, der bis zu seinem Tod das israelitische Waisenhaus geleitet hatte. Nachdem Anna Rothschild 1925 gestorben war, heiratete Theodor Rothschild im März 1927 seine Schwägerin, die verwitwete Jette Kahn, geb. Stern. Diese starb im Januar 1931. Sie wurde in Ulm beigesetzt. Die dritte Eheschließung erfolgte im Januar 1938 mit Ina Rothschild, geb. Wilhelmine Herzfeld (1902–1991), die 1929 eine Stelle als Hauswirtschafterin in der Wilhelmspflege angetreten hatte.
Aus der ersten Ehe stammten die Töchter Fanny und Berta; Fanny heiratete später den Rabbiner Emil Schorsch und wurde die Mutter von Ismar Schorsch.

## Das Waisenhaus

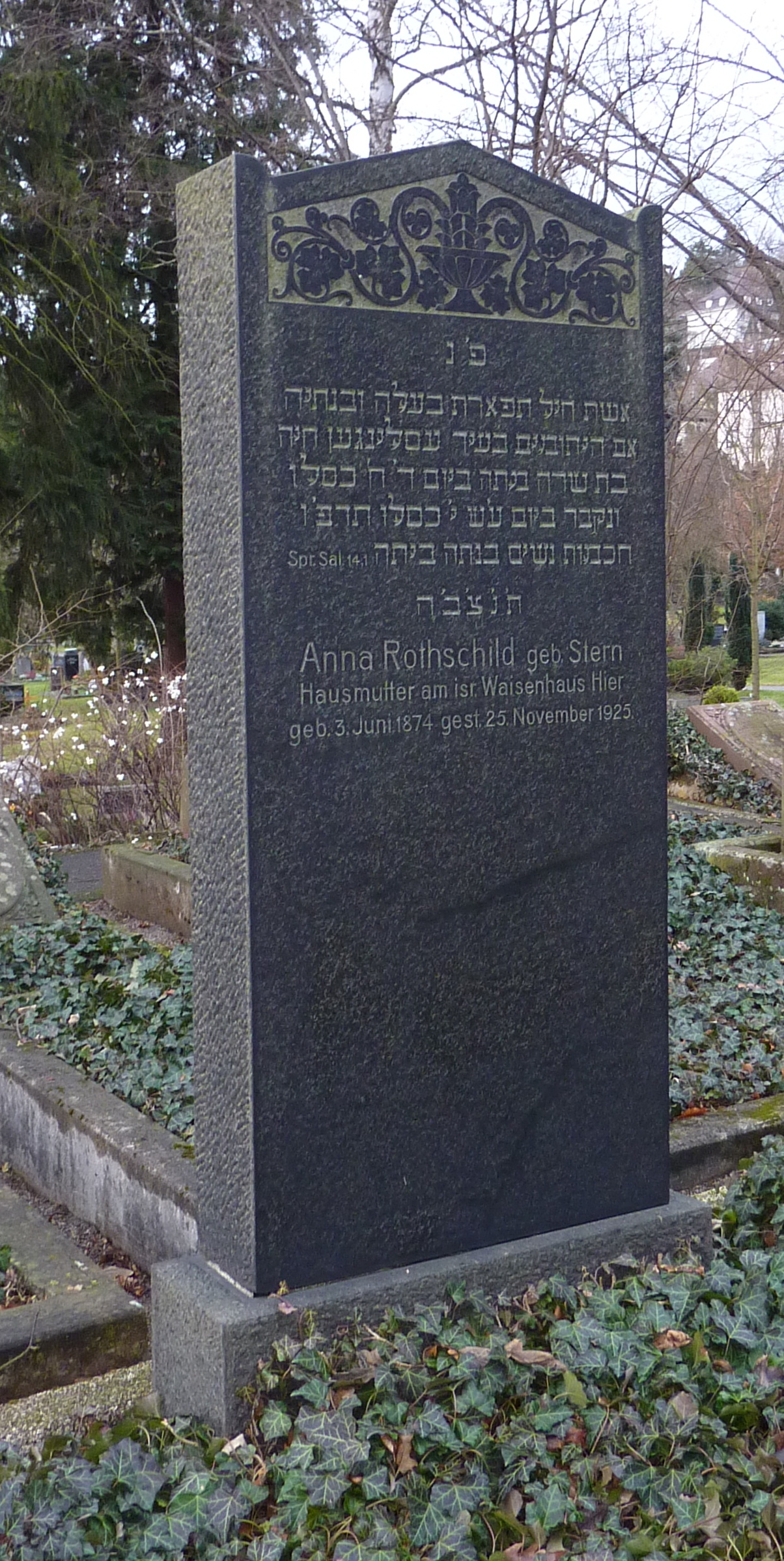
Der Grabstein der ersten Ehefrau Rothschilds

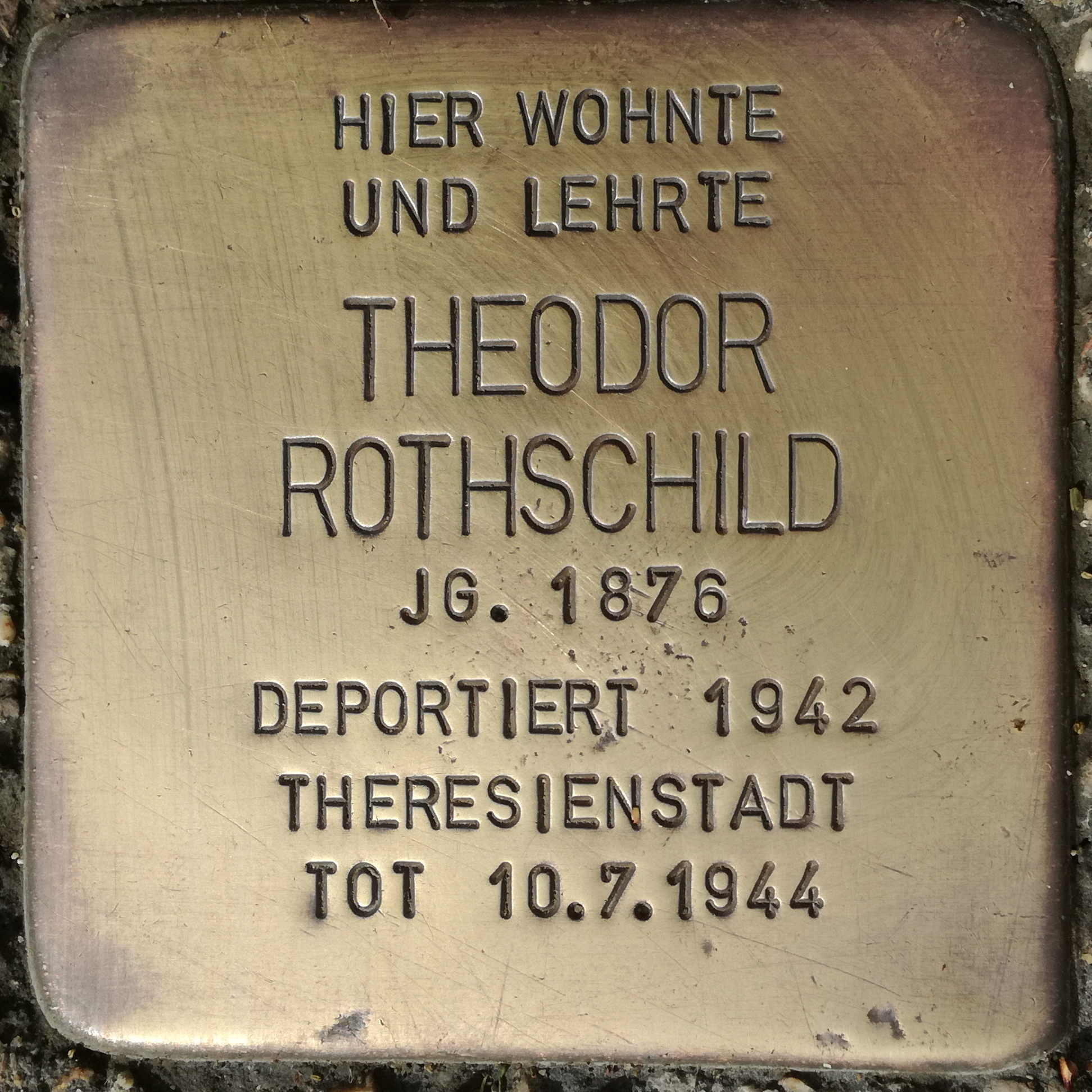
Stolperstein für Theodor Rothschild vor dem ehemaligen israelitischen Waisenhaus in Esslingen

Das Waisenhaus ging auf eine Initiative des Vereins zur Versorgung armer israelitischer Waisen und verwahrloster Kinder, der in allen jüdischen Gemeinden Württembergs aktiv war, zurück. Das erste Gebäude, das 1841 angekauft wurde, steht in der Entengrabenstraße 10 in Esslingen. 1880/81 wurde das Waisenhaus umgebaut, doch 1913 zog man, damals schon unter der Leitung Rothschilds, der von seinen Zöglingen Herr Vater genannt wurde, in das neue Gebäude an der Mülbergerstraße 146 oberhalb der Esslinger Burg ein, das von der Architektengemeinschaft Oskar Bloch und  Ernst Guggenheimer („Bloch & Guggenheimer“) entworfen wurde. 1938 wurde das Waisenhaus im Zuge des Novemberpogroms verwüstet. Kultgegenstände wurden verbrannt, die Kinder und Lehrer bedroht und verprügelt. Kreisleiter Eugen Hund verhinderte weitere Zerstörungen und wurde deshalb beim Synagogenprozess 1951 vom Landgericht Stuttgart freigesprochen.
Rothschild selbst kümmerte sich weiter um die jüdischen Kinder, die zunächst bei jüdischen Familien unterkamen. Von Februar bis August 1939 wurde das jüdische Waisenhaus noch einmal belegt, dann wurde es endgültig geschlossen. Rothschild zog im März 1940 nach Stuttgart. Dort leitete er die Jüdische Schule. Er half zahlreichen Menschen bei der Emigration und rettete so auch ehemaligen Zöglingen das Leben, wurde aber selbst, ebenso wie seine Frau und 1200 weitere Juden, ins KZ Theresienstadt deportiert, wo er 1944 an Unterernährung und Lungenentzündung starb, wohingegen seine Frau im Februar 1945 mit einem Transport kranker Kinder in die Schweiz ausreisen konnte. Sie wanderte später in die USA aus. Über den Zeitpunkt der Deportation gibt es einander widersprechende Angaben. Die meisten Quellen nennen das Jahr 1942, eine erst einen Termin im Sommer 1944, der nach dem offenbar allgemein bekannten Todesdatum liegt. Wie viele jüdische Kinder aus dem Waisenhaus Rothschilds Schicksal teilten, ist nicht genau bekannt, da nach 1938 zahlreiche Umbelegungen stattgefunden hatten.
Das Waisenhaus wurde während des Zweiten Weltkrieges als Reservelazarett verwendet, von 1947 bis 1950 wurde es nochmals als jüdisches Kinderheim genutzt, in dem Erholungsaufenthalte angeboten wurden. Da mit der Gründung des Staates Israel die Zahl der in Deutschland lebenden jüdischen Kinder stark abnahm, wurde das Haus ab 1953 als staatliches Waisenheim und später als Institution der Stiftung Jugendhilfe aktiv verwendet.

## Ehrungen
Das ehemalige jüdische Waisenhaus in Esslingen trägt heute den Namen Theodor-Rothschild-Haus.
Auch eine Straße im Scharnhauser Park wurde nach Theodor Rothschild benannt.
In der Ausstellung Verloren und Un-Vergessen. Jüdische Heilpädagogik und Wohlfahrtspflege in Deutschland, die in mehreren europäischen Städten gezeigt wurde, wird auch Rothschilds Wirken im Esslinger Waisenhaus dokumentiert (Tafel 50 und 51).
An der Stelle seines Geburtshauses in Buttenhausen befindet sich seit 1961 ein Mahnmal für die jüdischen Opfer des Nationalsozialismus aus Buttenhausen.
In der ehemaligen Bernheimerschen Realschule in Buttenhausen wird seit 1994 die ständige Ausstellung Juden in Buttenhausen gezeigt, die ebenfalls an Theodor Rothschild erinnert.

## Werke
- Bausteine. Zur Unterhaltung und Belehrung aus jüdischer Geschichte und jüdischem Leben, 1913